# محمد السعيدي
محمد السعيدي (ولد 1966 م) باحث ومحقِّق وكاتب، ورجل دين سعودي، وأستاذ جامعي، رئيس قسم الدراسات الإسلامية بجامعة أم القرى، ومؤسِّس مركز سلف للبحوث والدراسات في مكة المكرَّمة ومديره. أعدَّ وقدَّم برامج إذاعية وتلفازية في السعودية.

## سيرته
وُلد محمد بن إبراهيم بن حسن السعيدي في بلدة الشعراء التابعة لمحافظة الدوادمي في منطقة الرياض من المملكة العربية السعودية، في 15 جُمادى الآخرة 1386هـ الموافق أول أكتوبر 1966. 
يعمل السعيدي الآن مدرساً لمادة أصول الفقه في المعهد العالي للأمر بالمعروف والنهي عن المنكر بجامعة أم القرى في مكة المكرمة، كما يعمل عضو لجنة مناصحة الموقوفين في وزارة الداخلية السعودية، وهو مشارك في بعض لجان جامعة أم القرى لتطوير واستحداث المناهج والبحث العلمي، كما قدم ولمدة ثلاث سنوات برنامجا علميا بعنوان في رحاب الإسلام في التلفزيون السعودي، وأعد وقدم برنامجا في إذاعة القرآن بعنوان في رحاب الحرمين، وأعد وقدم برنامج معكم على الهواء من إذاعة القرآن، وأعد وقدم برنامج حوار الحضارات من إذاعة الرياض. 
وهو عضو لجنة الإفتاء في موقع الإسلام اليوم، ورأسَ منذ سنة 1423 هـ وحتى 1432هـ قسم الدراسات الإسلامية بجامعة أم القرى، كما أصدر ورأس تحرير جريدة الفِكَر الإلكترونية حتى انقطاعها. أسس ورأسَ مركز سلف للبحوث والدراسات وقد بلغت إصدارات المركز العلمية أكثر من ألف إصدار ما بين كتب وأوراق علمية ومقالات.

## آثاره
قدم السعيدي العديد من البحوث المنشورة من جامعة أم القرى وهي بعناوين: عصرنة الدين وتديين العصر، حكم ارتياد جبلي حراء وثور، المرأة السعودية بين الأسلمة واللبرلة، عقبة أمام المد الشيعي، السلفيون المبتدعة رد على بحث إبراهيم عسعس حول السلفية، الشعور الوطني تأصيله ومدى الحاجة إليه، هذا بالإضافة لبحثيه في رسالتي الماجستير والدكتوراة وهي في الماجستير بموضوع حكم العمل بالحديث الضعيف وأثره في الأحكام، وفي الدكتوراة بموضوع توضيح المعاني شرح مختصر المنار تحقيق ودراسة،  ومن مؤلفاته وأبحاثه أيضًا:
1. الإلزام بالفتوى في القضاء والتعليم والإفتاء
2. منهج للبناء الفكري
3. الممانعة المجتمعية
4. المناظرات وأثرها في التوجيه في ظل فقه الموازنات
5. حكم العمل بالحديث الضعيف وأثره في الأحكام
6. توضيح المباني للملا علي القاري تحقيق ودراسة

## وصلات خارجية
- مركز سلف للبحوث والدراسات بإشراف د. محمد السعيدي